# Jürgen von Beckerath
Jürgen von Beckerath (Hannover, 19 februari 1920 – Schlehdorf, 26 juni 2016) was hoogleraar aan de Westfälische Wilhelms Universiteit in Münster en een vooraanstaande Duitse egyptoloog.
Hij was een productief schrijver die talloze artikels heeft gepubliceerd in tijdschriften zoals Orientalia, Göttinger Miszellen (GM), Journal of the American Research Center in Egypt (JARCE), Archiv für Orientforschung (AfO) en Studien zur Altägyptischen Kultur (SAK). Hij werd samen met Kenneth Kitchen beschouwd als een van de meest vooraanstaande wetenschappers op het gebied van het Nieuwe Rijk en de Derde Tussenperiode van Egypte.
De bekendste werken van zijn vele populaire Duitstalige publicaties zijn Handbuch der Ägyptischen Königsnamen (Mainz, 19992) en Chronologie des Pharaonischen Ägypten (Mainz, 1997), dat door academici wordt beschouwd als een van de beste en uitgebreidste boeken over de chronologie van het Oude Egypte en de verschillende farao's. In 1953, heeft hij persoonlijk de "Nijl Niveau teksten" te Karnak geïnspecteerd en geregistreerd voordat ze voorgoed verloren zouden gaan of beschadigd raken door erosie.
- Bibsys: 90317592
- Bibliothèque nationale de France: cb123041633 (data)
- Gemeinsame Normdatei: 118904078
- International Standard Name Identifier: 0000 0001 1585 1260
- Library of Congress Control Number: n84223834
- Nationale Bibliotheek van Tsjechië: uk2009539239
- Nationale bibliotheek van Australië: 35908554
- Nationale Bibliotheek van Israël: 987007258311705171
- Nederlandse Thesaurus van Auteursnamen: 069365806
- Réseau des bibliothèques de Suisse occidentale: 02-A002983232
- Système universitaire de documentation: 066826314
- Trove: 1141291
- Virtual International Authority File: 810589
- WorldCat: E39PBJrKRjGwBHyDXRKK6HCxXd